# Ormož
Ormož (izgovarjava [ˈoːɾmɔʃ] (); madžarsko Ormosd, nemško Friedau) je mesto z okoli 2.000 prebivalci ob Dravi, po kateri poteka meja s Hrvaško in središče občine Ormož. Dokazi o prvi naselbini segajo že v čas pred našim štetjem. Različne arheološke najdbe pričajo o bogati zgodovini mesta. Mesto ima tudi grad, ki so ga zgradili Gospodje Ptujski kot obrambo pred Osmani, danes je v njem muzej. K mestu spada tudi naselje Dolga lesa, zaselka Lenta na zahodu in Zverinjak, kjer je bila tovarna sladkorja na jugovzhodu, medtem ko je vas Hardek, ki leži severno od mesta in se stika z njim, samostojno naselje. Ormoška klet je znana po vinskih sortah vrhunske kakovosti.
Jugovzhodno od mesta je na Dravi umetno Ormoško jezero, ki je naravni rezervat, v bližini so tudi t. i. Ormoške lagune.

## Izvor krajevnega imena
Krajevno ime je morebiti prevzeto prek madžarščine iz latiniziranega osebnega imena Alramus, ki se je v rednem jezikovnem razvoju razvilo iz germanskega Alram v Aþala-hraban, ki dobesedno pomeni 'plemeniti krokar'. Ni izključeno, da je kraj poimenovan po salzburškem škofu Alramu (ime je zapisano tudi kot Adalram; 821-836), ki je dosegel, da je Spodnja Panonija postala poseben arhidiakonat, neposredno podrejen Salzburgu. V starih listinah se kraj omenja leta 1273 kot Holermůs, 1299 Holrmues in 1320 kot Holrmůs.

## Zgodovina
Ormož je mesto pod obronki Slovenskih goric, zraslo na naravni terasi nad reko Dravo. Mesto, bogato z zgodovino, so sekale pomembne prometne poti in ravnica nad Dravo je bila poseljena že okrog leta 2100 pr. n. št. Bronastodobni Ormož je po pomembnosti presegel vse okoliške kraje in ga zaradi svoje velikosti in urbanistične zasnove prištevamo med tovrstno največje naselbine v vzhodno-alpskem prostoru. Arheologi so odkrili veliko dokazov o gradbeni, bivanjski, celo kulinarični in pivski kulturi takratnih prebivalcev. Naselbina je iz neznanih razlogov propadla, mesto pa je doživelo ponoven vzpon šele v srednjem veku.
Prvič se ime naselbine Holermůs omenja v listini iz leta 1273. Čas, ko se prvič omenja Ormož, je bil čas bojev za vzhodno mejo med ogrskimi kralji in Salzburško nadškofijo, zato je že leta 1293 dobil iz strateških razlogov trške pravice, leta 1331 pa mestne pravice. Utrjen grad so postavili Ptujski gospodje zaradi obrambne meje z Madžari. Mesto Ormož se je razvijalo samostojno, grajske stavbe pa so bile od mesta ločene z obzidjem. V čast ptujskemu graščaku Frideriku, ki je mestu podelil mestne pravice, so mesto začeli imenovati Friedau, vendar se staro ime Holermuos ni povsem izgubilo. Po glasovnih spremembah skozi stoletja se je ime mesta oblikovalo v sedanje ime Ormož. 
Mesto so velikokrat opustošili požari, razdejanje za seboj pa so pustili tudi Madžari (1487), Osmani (1532), uporni Madžari (1605) in kruci (1704). Mirnejše obdobje za razvoj mesta se je začelo šele v drugi polovici 18. stoletja. Ob običajnih mestnih privilegijih so imeli meščani pravico tudi do letnih sejmov, katerih tradicija se je ohranila do današnjih dni: Jakobov sejem poteka prvi ponedeljek po Jakobovi nedelji, cvetni sejem na cvetni petek in Martinov sejem 11. novembra na praznik sv. Martina.
8. novembra, 1848 je bila bitka pri Ormožu: madžarska »honvedska« vojska Móra Perczelja se je spopadla z avstrijsko vojsko.
Leta 1927 je bil v Ormožu ustanovljen sanatorij za zdravljenje revmatičnih bolnikov z mednarodnim slovesom. Oživitev zdraviliške dejavnosti je ena izmed pomembnejših razvojnih priložnosti prihodnosti.
Sodobnemu Ormožu ob pomembni prometni legi dajejo veljavo naravne danosti in kulturne lepote, prenova mesta pa je potekala v duhu ohranitve stare mestne podobe. Mesto Ormož sodi danes med lepša mesta na Slovenskem, ki so ohranila svoje posebnosti.

## Kulturne znamenitosti
- Cerkev sv. Jakoba
- Dvorec Temnar

## Znameniti meščani
- Friderik V. Ptujski, prvi lastnik Ormoškega gradu sredi 13. stoletja;
- Marija Irma Wurmbrand-Georgevits, rojena Pongratz, zadnja lastnica Ormoškega gradu do leta 1945;
- Ivan Geršak (1838-1911), notar, predsednik nekaterih ormoških društev, narodni buditelj, politik, literat in velik zagovornik slovenske besede;
- Anton Hrovat (1886-1948), zdravnik - kirurg križniške bolnišnice v Ormožu, župan Mestne občine Ormož;
- Otmar Majerič (1895-1957), zdravnik, ustanovitelj sanatorija in kopališča ob reki Dravi v 30. letih 20. stoletja;
- Ludvik Kuharič (1883-1941), trgovec, industrijalec, posestnik, župan Mestne občine Ormož;
- Franc Ksaver Meško (1874-1964), pisatelj in duhovnik;
- Božidar Borko (1896-1980), pisatelj, publicist in prevajalec;
- Ruda Jurčec (1905-1975), pisatelj, publicist, urednik, klerikalni politični delavec;
- Stanko Vraz (1810-1851), pesnik in publicist;
- Ivan Jožef Tomažič (1876-1949), 58. lavantinski škof in pisatelj;
- Stanko Cajnkar (1900-1977), teolog, pisatelj, profesor bogoslovja, urednik Mohorjeve družbe, dekan Teološke Fakultete v Ljubljani;
- Jože Kerenčič (1913-1941), pisal je literarne ocene in novele ter bil nosilec odpora med II. svetovno vojno;
- Peter Dajnko (1787-1873), duhovnik in kronist, hotel je uvesti svojo inačico pisave dajnčico;
- Dušan Moškon, arhitekt in univerzitetni profesor;
- Stanko Čurin, vinogradnik;
- Božidar Raič (1823-1886), preporoditelj, duhovnik in poslanec;
- Erna Meško (1911-1999), ljudska pisateljica;
- Karmen Švegl, vojna poročevalka z Bližnjega Vzhoda;
- Marko Bezjak, rokometaš.

## Prometne povezave

### Avtomobilski promet
Ormož je dostopen iz Ljubljane (157 km), Maribora (48 km), Ptuja (23 km), Gornje Radgone (60 km), Murske Sobote (43 km), Radencev (35 km), Ljutomera (20 km) ter Čakovca (20 km), Varaždina (21 km) in Zagreba (116 km) s hrvaške strani. Iz Ormoža do Gradca je 113 km, do Budimpešte pa 280 km. 

### Železniški promet
Redne povezave z naslednjimi kraji:
Ljubljana, Ptuj, Pragersko, Maribor, Celje, Murska Sobota, Hodoš, Središče ob Dravi, Čakovec, Benetke, Budimpešta.

### Avtobusni promet
Redne avtobusne povezave do naslednjih krajev:
Gornja Radgona, Kog skozi Središče ob Dravi, Kog skozi Miklavž pri Ormožu, Lahonci, Ljutomer skozi Miklavž pri Ormožu, Ljutomer skozi Jeruzalem, Ljutomer skozi Ivanjkovci, Maribor, Munchen, Stuttgart, Podgorci, Ptuj skozi Gorišnico, Ptuj skozi Losigovce, Središče ob Dravi, Sveti Tomaž skozi Spodnje Ključarovce, Sveti Tomaž skozi Pršetince.
V bližini, čez Dravo, je bil do vstopa Hrvaške 1. januarja 2023 v skupno schengensko območje, ko je bila mejna kontrola po 32. letih ukinjena, tudi mejni prehod Ormož.